# 아라타 마켄유
아라타 맛켕유(新田 真剣佑, 1996년 11월 16일 ~ )는 미국과 일본의 배우이다. 본명은 마에다 마켄유(前田 真剣佑), 로스앤젤레스 출신. 신장 176cm, 혈액형은 B형이다.
아버지는 배우·감독 치바 신이치(본명: 마에다 사다호), 동생은 배우 마에다 고든이다.

## 약력
미국 캘리포니아주 로스앤젤레스에서 배우 치바 신이치의 장남으로 태어났다. 어릴 적부터 가라데(극진회관)·기계 체조·수영·피아노 연습에 몰두했다. 특히 가라데는 LA 가라데 대회에서 우승한 경험이 있는 실력자다.
2005년 드라마 《아스트로 구단》과 아버지가 주연·감독한 2007년 영화 《아버지》에 아역으로 출연하고 있지만 학업을 우선으로 하여 고등학교를 졸업 할 때까지 할리우드에서 거주했다. 2012년부터 미국에서 영화 《SPACE MAN》, 《테이크 어 찬스 ~미국의 제자~》나 단편 영화 《TADAIMA》, 《CALIFORNIA LIFE》 등의 출연 작품이 크랭크업. 이 작품들은 2014년을 기준으로 순차적 미국에서만 공개되었다. 자신이 태어난 미국이 아닌 일본에서 활동을 시작한 이유에 대해서는 “할리우드의 주역은 깊이 있는 성인이 많아, 60세를 넘어도 주역을 펼치는 반면에 일본과 미국은 반대니까, 이 나이에 작품을 남길 수 있는 일본일까라고 생각했습니다”라고 말하고 있다.
2017년 영화 《치하야후루 상·하편》로 제40회 일본 아카데미상 신인 배우상을 수상했다. 같은 해 5월 22일에 탑 코트로 소속사를 이적했다. 이 영화에서 맡은 와타야 아라타 역할이 연기를 뜻하는 계기가 되었기 때문에, 원작자의 스에츠구 유키의 허가를 받아 역할의 이름에서 따와 예명을 아라타 마켄유로 개명했다.
2020년 5월 일본 정부에서 신종 코로나 바이러스 감염 확대에 따른 비상 사태 선언이 선포된 가운데 배우 야마다 타카유키와 그 가족, 패션 브랜드 사장과 모델 Niki 등과 함께 오키나와 여행을 하고 있던 것이 언론에 보도되었다. 소속사 탑 코트 측에서는 “이런 경솔한 행동에 대해 엄중주의를 했습니다”며 사실 관계를 인정 사죄를 구했다. 같은 해 12월 19일에는 해외 영화 촬영을 우선하겠다는 이유로, 2021년 4월 소속사인 탑 코트를 원만 퇴사해 일본에서 배우 활동을 중단하는 것이 보도되었다. 또한 팬클럽은 탑 코트에서 맡아 운영이 계속될 예정이다.

## 인물
- 이름 〈마켄유〉는 아버지 치바 신이치가 “진실의 검이 사람의 오른쪽에서 나오면 좋겠다”는 생각을 담고 명명되었다. 특기는 수영·승마·격투기·가라테·레슬링·체조·수구·스키·피아노·플루트·알토 색소폰.[4]

- 어린 시절의 꿈은 “배우 외에 미국 경찰·변호사가 되고 싶었다”고 사진집에서 말했다.

- 유튜브 그룹 아반티스와 개인적으로 친분이 있어, 2019년 11월 아반티스의 동영상에서 목소리만 출연하고 2021년 3월 20일 동영상에 출연했다.

- 영화 《치하야후루》 촬영 전에 감독의 지시로 배경지가 되는 후쿠이현에서 단기간 살았던 적이 있다. 거주해 있었던 동안 불고기 가게에서 아르바이트도 경험했다.

## 출연 작품
역할의 굵은 글씨는 주연 작품

### 영화
| 개봉일자                 | 제목                                                      | 역할                  | 배급사                               | 비고           |
| ------------------------ | --------------------------------------------------------- | --------------------- | ------------------------------------ | -------------- |
| 2013년                   | SPACE MAN                                                 | 주연                  | 빈칸                                 | 미국 단편 영화 |
| 2015년                   | 테이크 어 찬스 ~미국의 제자~                              | 마사타로우            | 빈칸                                 | 미국 영화      |
| 2015년 5월 23일          | 소음                                                      | 특별 명예 교수의 아들 | 빈칸                                 |                |
| 2015년 8월 8일           | 극장판 가면라이더 드라이브 서프라이즈 퓨처                | 하쿠 에이지           | 도에이                               |                |
| 2016년 3월 19일·4월 29일 | 치하야후루 상·하편                                        | 와타야 아라타         | 도호                                 |                |
| 2016년 9월 10일          | 러브 레시피                                               | 바바조노 아츠시       | 빈칸                                 |                |
| 2016년 10월 8일          | 소녀                                                      | 마키세 히카루         | 빈칸                                 |                |
| 2017년 3월 11일          | 치어☆댄스: 여고생들이 치어 댄스로 미국 제패한 실제 이야기 | 야마시타 코우스케     | 도호                                 |                |
| 2017년 5월 20일          | 피치걸                                                    | 도지케 모리카즈야     | 쇼치쿠                               |                |
| 2017년 8월 4일           | 죠죠의 기묘한 모험 -다이아몬드는 부서지지 않는다 제1장-   | 니지무라 오쿠야스     | 워너 브라더스 영화                   |                |
| 2018년 2월 1일           | 불능범                                                    | 모모세 아사오         | 빈칸                                 |                |
| 2018년 3월 17일          | 치하야후루 무스비                                         | 와타야 아라타         | 도호                                 |                |
| 2018년 4월 13일          | 퍼시픽 림: 업라이징                                       | 료이치                | 워너 브라더스 영화 / 유니버설 픽처스 |                |
| 2018년 6월 1일           | OVER DRIVE                                                | 히야마 나오즈미       | 도호                                 |                |
| 2018년 8월 7일           | 극장판 코드 블루 -닥터 헬기 긴급 구명-                    | 이와타 아키오         | 도호                                 |                |
| 2019년 1월 25일          | 12명의 죽고 싶은 아이들                                   | 신지                  | 워너 브라더스 영화                   |                |
| 2019년 7월 19일          | 도쿄 구울 S                                               | 소타                  | 쇼치쿠                               |                |
| 2020년 1월 10일          | 카이지 파이널 게임                                        | 히로세 미나토         | 도호                                 | [ 17 ]         |
| 2020년 1월 24일,         | 이별까지 30분                                             | 미야타 아키           | 아스믹 에이스                        |                |
| 2020년 10월 30일         | 돈까스 DJ 아게타로                                        | VIP 룸의 손님         | 워너 브라더스 영화                   | 우정 출연      |
| 2021년 1월 29일          | 이름도 없는 세계 엔딩                                     | 마코토                | 에이벡스 픽쳐스                      |                |
| 2021년 3월 12일          | 브레이브 군청 전기                                        | 니시노 아오이         | 도호                                 | [ 18 ]         |
| 2021년 4월 23일          | 바람의 검심 최종장: 더 파이널                             | 유키시로 에니시       | 워너 브라더스 재팬                   |                |
| 2023년 4월 28일          | 세인트 세이야: 더 비기닝                                  | 세이야                | 도에이                               |                |

### 텔레비전 드라마
| 방송일자                    | 제목                                                         | 역할            | 방송사            | 비고                  |
| --------------------------- | ------------------------------------------------------------ | --------------- | ----------------- | --------------------- |
| 2005년 7월 25일 ~ 10월 3일  | 아스트로 구단                                                | 신짱            | TV 아사히         | J.J Jr. Mackenyu 명의 |
| 2014년 10월 18일            | 기묘한 이야기 '14 가을 특별편 〈섀도 복싱〉                  | '주연           | 후지 TV           |                       |
| 2015년 1월 16일 ~ 3월 13일  | 보육 형사 25시 ~사키 신이치 잠못드!~                         | 카모제 히토시   | TV 도쿄           |                       |
| 2015년 5월 16일 ~ 6월 6일   | 꿈을 주다                                                    | 마사키          | WOWOW             |                       |
| 2015년 8월 15일             | 하츠모리 베마즈 제6화                                        | 사사키 코지로   | TV 도쿄           |                       |
| 2016년                      | 벚꽃이 핀다                                                  | 타케미야 잇케이 | 빈칸              |                       |
| 2016년 5월 6일 ~ 5월 27일   | 내일도 분명 너를 사랑해                                      | 나츠키 쇼타     | 후지 TV           |                       |
| 2016년 7월 17일 ~ 9월 11일  | 우러러보니 존귀한                                            | 키토료 렌       | TBS               |                       |
| 2016년 10월 22일            | 특명지휘관 고우마 아야카                                     | 스즈키 타츠야   | 후지 TV           |                       |
| 2017년 7월 18일 ~ 9월 19일  | 우리들이 했습니다                                            | 이치하시 테츠토 | 칸사이 TV·후지 TV |                       |
| 2017년 11월 16일            | 형사 유가미 제6화                                            | 카이도리 캇페이 | 후지 TV           |                       |
| 2018년 1월 7일 ~ 3월 11일   | 토도메의 키스                                                | 나미키 다카우지 | NTV               |                       |
| 2019년 3월 23일·3월 24일    | TV 도쿄 개국 55주년 특별 기획 드라마 스페셜 〈두 개의 조국〉 | 아마하 이사무   | TV 도쿄           |                       |
| 2019년 10월 9일 ~ 12월 18일 | 동기의 사쿠라                                                | 키지마 아오이   | NTV               |                       |
| 2020년 7월 26일             | 리모트로 살해당하다                                          | 노무라 유사쿠   | NTV               |                       |
| 2021년 4월 5일 ~ 6월 14일   | 이치케이의 까마귀                                            | 이시쿠라 분타   | 후지 TV           |                       |
| 2026년 ~                    | 원피스 시즌 2                                                | 롤로노아 조로   | 넷플릭스          |                       |

### 무대
| 공연일자                                                     | 제목                                                                 | 역할              | 공연장소                                                                                   |
| ------------------------------------------------------------ | -------------------------------------------------------------------- | ----------------- | ------------------------------------------------------------------------------------------ |
| 2016년 1월 5일 ~ 24일·1월 28일·2월 6일 ~ 7일·2월 11일 ~ 14일 | 꽃보다 남자                                                          | 니시카도 소우지로 | 후쿠오카 선 팔레스 호텔 & 홀 / 아이치현 예술 극장 대홀 / 산케이 홀 브리제 / 극장 클리에 외 |
| 2018년 4월 9일                                               | 지구 화려한 공연 vol.15 ZEROTOPIA                                    | 아틀라스          | 빈칸                                                                                       |
| 2020년 3월 10일 ~ 4월 13일·5월 3일 ~ 14일                    | 지구 화려한 25주년 축제 공연 〈별의 대지에 내리는 눈물 THE MUSICAL〉 | 샤치              | 마이하마 앰피 시어터 / 페스티벌 홀                                                         |

### 극장판·TV 애니메이션
| 개봉/방송일자   | 제목     | 역할 | 배급사/방송사      | 비고              |
| --------------- | -------- | ---- | ------------------ | ----------------- |
| 2019년 8월 23일 | 니노쿠니 | 하루 | 워너 브라더스 영화 | 극장판 애니메이션 |

### WEB·전달 드라마
- Samantha Thavasa (2017년 ~ )

### 기행·여행 프로그램
- 좋은 여행·꿈 기분 (TX) ※ 매년 여름에 가족과 함께 출연
  - 2005년 - 오도 열도의 여행
  - 2006년 - 시레토코 반도 여행
  - 2007년 - 고치·시만토강의 여행
  - 2008년 - 나가사키·대마도 여행
- 섬머즈 ~세계의 굉장한 곳에 도착했다 〈포르투갈 투우사〉 (2014년 10월 19일·26일, MBS)

### 광고(CM)
- ABC-MART (2017년 9월 ~ )
- 마이 나비 (2018년 9월 ~ ) - 마이 내비게이션 웨딩의 첫 남성 이미지 캐릭터에 취임 ※ 요시카와 아이와 공동 출연.
- NTT 도코모 (2018년 9월 ~ ) - 도니마루 역 ※ 하세가와 히로키·하마베 미나미·호시노 겐과 공동 출연.
- GATSBY (2018년 9월 ~ ) ※야기라 유야와 공동 출연.
- 꽃 큐피트 (2019년 2월) - 어머니의 날의 이미지 캐릭터
- 겐토샤 문고 (2019년) - 이미지 캐릭터
- 쿠로렛쯔 〈그 이키이다.〉 (2020년 3월 ~ )

- JBC 〈명마는 두 번 태어난다〉편 (2020년 9월 ~ ) ※나카무라 토모야, 야스다 켄과 공동 출연.

## 서적

### 사진집
- 퍼스트 사진집 〈UP THE ROAD ARATA MACKENYU〉 (2019년 2월 1일 발매, 겐토샤) ISBN 978-4-344-03401-3

### 표지 모델
- 태양에 미소 꽃처럼 (2014년 6월 25일 발매, 쇼가쿠칸 엔젤 문고) ISBN 978-4-09-455011-5

## 수상 경력
| 연도   | 시상식                 | 부문        | 작품               | 출처   |
| ------ | ---------------------- | ----------- | ------------------ | ------ |
| 2017년 | 제40회 일본 아카데미상 | 신인 배우상 | 치하야후루 상·하편 | [ 12 ] |

### 내용주
1. ↑  이전 활동명이다.
2. ↑  개봉일 기준은 일본에서의 개봉일이다.
3. ↑  일본에서의 개봉은 2017년에 되었다.
4. ↑  2편이 한 달 간격으로 연속 개봉되었다.
5. ↑  키타무라 타쿠미와 공동 주연
6. ↑  개봉·방송일자 기준은 일본에서의 공개일이다.

### 참조주
1. 1 2  “J.J. Jr. MacKenyu”. 《www.myheritage.com》. 2021년 4월 12일에 확인함.
2. ↑  “아라타 마켄유”. TOP COAT. 2019년 11월 15일에 확인함.
3. ↑  “아라타 마켄유｜일본 탤런트 명감”. 일본 탤런트 명감. 2021년 4월 13일에 확인함.
4. 1 2 3 4  “치바 신이치 “아라타”의 출발의 장남·마켄유에 부모 마음 「필사적으로 하고 있다. 알아주게 될까」”. 영화.com. 2017년 6월 8일. 2020년 3월 14일에 확인함.
5. ↑  “아라타 마켄유, 새로운 도전 「120% 채웠다」영화「OVER DRIVE」6일 1일 공개”. 《스포츠호치》 (호치 신문사). 2018년 5월 30일. 2021년 3월 11일에 확인함.
6. 1 2  “아라타 마켄유 Mackenyu”. 《공식 블로그》. CyberAgent. 2014년 4월 25일에 원본 문서에서 보존된 문서. 2014년 4월 25일에 확인함.
7. 1 2  기무라 타카시 (2014년 4월 25일). “「세계 초신성·얼짱 2세의 아라타 마켄유가 생출연!」【논스톱】”. 마이 나비 뉴스. 2014년 4월 26일에 확인함.
8. ↑  “영화「Take a Chance」의 촬영”. 주한 애틀랜타 일본 총영사관. 2014년 4월 23일에 확인함.
9. ↑  “Take a Chance - New 2015 Movie - Action” (영어). 2015년 11월 7일에 원본 문서에서 보존된 문서. 2015년 11월 7일에 확인함.
10. ↑  “【가라데】 치바 신이치가 아들 마켄유와의 첫 공동 출연 영화에 이야기”. 《efight》 (요시쿠라 디자인). 2017년 2월 8일. 2017년 3월 3일에 확인함.
11. ↑  “마켄유 「자신은 2세라고 생각하지 않는다｣”. 《여성자신PRIME》 (주부와 생활사). 2015년 2월 20일. 2015년 3월 9일에 확인함.
12. 1 2  “제40회 일본 아카데미 상 우수상 최다 수상은 「분노」, 「신 고질라」 「64」가 잇따라 계속”. 《영화 나탈리》. 2017년 1월 16일. 2017년 1월 17일에 확인함.
13. ↑  “아라타 마켄유의 「아라타」는 역할의 이름에서 유래! 치하야후루 저자에 사전 상담”. 시네마투데이. 2017년 6월 14일. 2020년 3월 7일에 확인함.
14. ↑  “마켄유가 「아라타 마켄유」로 개명 사무소 이적도 보고 「앞으로도 잘 부탁합니다」”. 《Sponichi ANNEX》. 스포니치 신문사. 2015년 5월 22일. 2015년 5월 22일에 확인함.
15. ↑  “아라타 마켄유 해외 진출...내년 4월에 국내 배우 활동 중단, 5월에 해외에서 영화 촬영”. 《스포츠호치》 (호치신문사). 2020년 12월 19일. 2020년 12월 19일에 확인함.
16. ↑  “아라타 마켄유, 4월 사무소 퇴사 팬클럽은 계속”. 《nikkansports.com》 (닛칸스포츠 신문사). 2020년 12월 19일. 2020년 12월 19일에 확인함.
17. ↑  “후지와라 타츠야 주연의 실사 「카이지」 9년 만 신작이 결정! 공연에 후쿠시 소타, 아라타 마켄유, 세키미즈 나기사 등”. 영화.com. 2019년 5월 31일. 2019년 5월 31일에 확인함.
18. ↑  “아라타 마켄유 「군청 전기」 영화화 주연! 미우라 하루마 × 마츠야마 켄이치 × 야마자키 히로나  도 참전”. 《영화.com》. 2019년 11월 27일. 2019년 11월 27일에 확인함.